# Кизлов
Кизлов (укр. Кізлів) — село в Бусской городской общине Золочевского района Львовской области Украины.
Население по переписи 2001 года составляло 667 человек. Занимает площадь 4,174 км². Почтовый индекс — 80540. Телефонный код — 3264.

Через село Кизлов проходит автомобильная трасса Киев — Чоп 
.
Расстояние до областного центра г. Львова — 45 км, до города Буска — 7 км, до железнодорожной станции — 10 км.

## История
Село основано в 1300 году.

## Достопримечательности

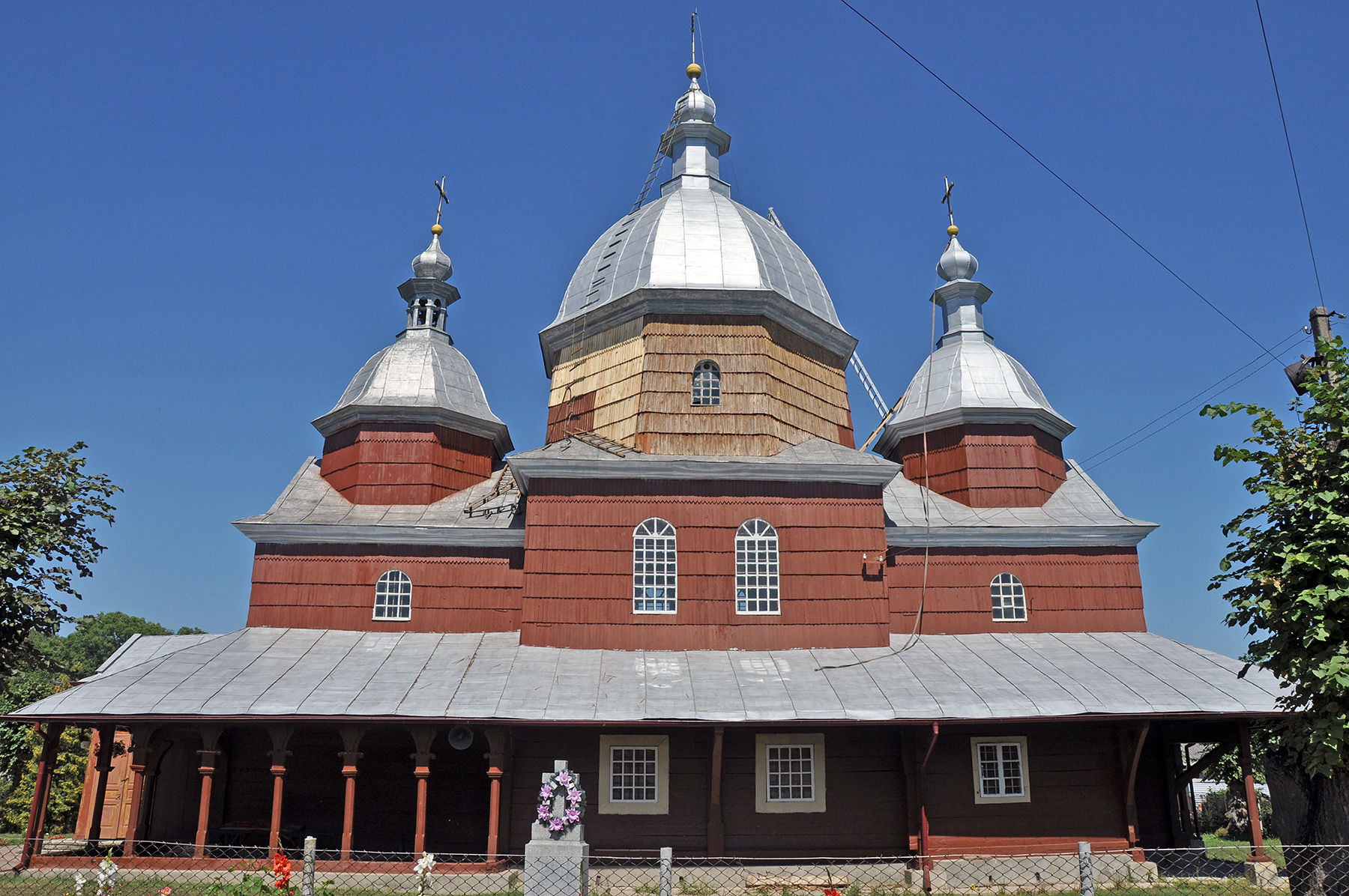
Церковь Св. Архистратига Михаила

- Церковь Св. Архистратига Михаила (1866)[1]
- женский монастырь Сестёр Йосафаток